# Scheepssloperij Nederland

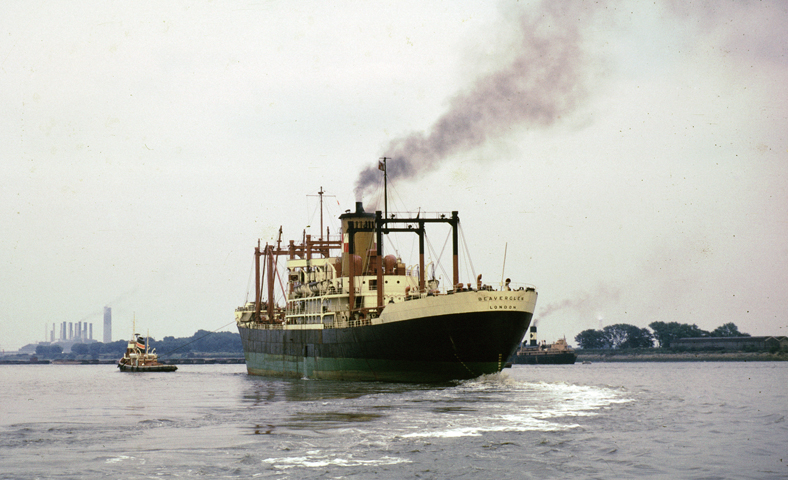
De Ping An, de voormalige Beaverglen, werd gesloopt in 's-Gravendeel

Scheepssloperij Nederland B.V. (SSN) is een in 's-Gravendeel gevestigde onderneming die actief is in de scheepssloop en als afvalverwerker. Het langs de Dordtsche Kil gelegen bedrijf werd in 1990 opgericht.

## Sloop
SSN ontmantelt schepen uit binnen- en buitenland, van de binnenvaart, pleziervaart en de grote vaart, maar ook wel marineschepen en offshore-installaties. Daarnaast sloopt SSN andere grote stalen objecten zoals kranen en brugdelen. Ook het Havenbedrijf Rotterdam is een belangrijke leverancier, met name van schepen die door schuldeisers aan de ketting werden gelegd en eigenlijk niet meer te verkopen zijn.
Voor een schip zonder bijzonderheden als een asbestvervuiling heeft het bedrijf naar eigen zeggen zo'n twee dagen nodig, voor een kolenkraan van 100 ton twee weken. Sommige onderdelen vinden hun weg naar de tweedehandshandel, maar het overgrote deel gaat in de vorm van schroot naar staalgieterijen.

## Samenwerking
In maart 2017 ging SSN een alliantie aan met vier andere Europese sloperijen, in een poging nog een deel van de Europese sloopmarkt "binnenshuis" te houden. In voorbije decennia week de scheepssloop namelijk goeddeels uit naar lagelonenlanden als Bangladesh, India en Pakistan. Ook stond SSN mede aan de wieg van de in 2007 opgerichte International Ship Recycling Association, die zich naar eigen zeggen onder meer beijvert voor een milieuvriendelijke scheepsrecycling.